# 오타촌 (효고현)
오타촌(太田村)은 효고현 이보군에 존재했던 촌이다. 1951년에 이카루가정, 셋카이촌과 합병해 다이시정이 성립하여 소멸하였다.

## 역사
- 1889년 4월 1일 - 정촌제 시행에 의해 잇토군 오타촌이 성립하였다.
- 1896년 4월 1일 - 잇토군, 잇사이군이 합병해 이보군 오타촌이 되었다.
- 1951년 4월 1일 - 이카루가정, 오타촌과 합병해 다이시정이 되었기 때문에 소멸하였다.